# ریک و جان

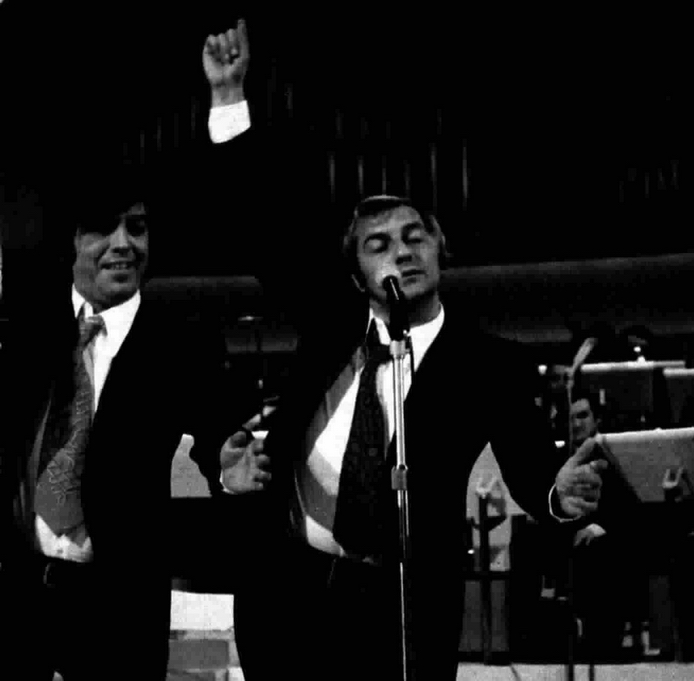
ریک و جان در سال ۱۹۷۲ میلادی

ریک و جان (ایتالیایی: Ric e Gian) یک زوج کمدین ایتالیایی با نام‌های اصلیِ ریکاردو مینیجو (ایتالیایی: Riccardo Miniggio؛ ۳۱ دسامبر ۱۹۳۵) و جان فابیو بوسکو (ایتالیایی: Gian Fabio Bosco؛ ۳۰ ژوئیه ۱۹۳۶ - ۲۰۱۰ میلادی) بودند که مابین سال‌های ۱۹۶۲ تا ۱۹۸۷ میلادی در تئاتر، سینما و تلویزیون فعالیت داشتند.
آنها در آغاز با نام هنری جری و فابیو در کاباره‌های شمال ایتالیا و همچنین سالن نمایش اسب مجنون در پاریس فعالیت می‌کردند. شهرت این زوج کمدی از دههٔ ۱۹۶۰ میلادی و به‌واسطهٔ فعالیت‌شان در چندین برنامهٔ تلویزیونی در شبکهٔ رای فزونی گرفت.
جان فابیو بوسکو در سال ۲۰۱۰ و در سن ۷۳ سالگی به‌دلیل پارگی آنوریسم آئورت شکمی درگذشت.